# Епархия Пхайкхона
Епархия Пхайкхона (лат. Dioecesis Pekhonensis) — епархия Римско-Католической церкви с центром в городе Пхайкхон, Мьянма. Епархия Пхайкхона входит в митрополию Таунджи. Кафедральным собором епархии Мьичины является церковь Святейшего Сердца Иисуса Христа.

## История
15 декабря 2005 года Римский папа Бенедикт XVI издал буллу Ubi venit plenitude, которой учредил епархию Пхайкхона, выделив её из архиепархии Таунджи.

## Ординарии епархии
- епископ Peter Hla (15.12.2005 — по настоящее время).

## Источник
- Annuario Pontificio, Ватикан, 2007
- Булла Ubi venit plenitudo, AAS 98 (2006), стр. 5  (лат.)